# Francesco Peghin
Francesco Peghin (Udine, 19 luglio 1964) è un imprenditore e dirigente sportivo italiano, campione del mondo di vela nel 1995 e nel 1996, nella classe “Quarter Ton” su Per Elisa.

## Biografia
Si è laureato in Economia Aziendale all’Università Ca' Foscari di Venezia.
Vive a Padova dove svolge la professione di imprenditore, gestendo il gruppo familiare attivo nell’industria e nella sanità.
Dal 2006 al 2011 è stato presidente di Confindustria Padova. Dal 2011 al 2013 vicepresidente di Confindustria Veneto e membro della giunta nazionale di Confindustria. In seguito fino al 2018 presidente della Fondazione Nordest.   

### Sport e sociale
Ha vinto due titoli mondiali di Vela (1995 a Danzica, Polonia e 1996 a Travemünde, Germania) nella classe "Quarter Ton" su “Per Elisa”. Per questi risultati il CONI gli ha conferito la medaglia d'oro al valore atletico.
Come dirigente sportivo, dal 2002 al 2010 a capo di Assindustria Sport Padova con cui ha organizzato per anni la Maratona di S. Antonio e vinto lo scudetto maschile ai campionati italiani per società di atletica leggera del 2008. 
Dal 2007 al 2012 socio del Calcio Padova e vicepresidente nelle stagioni 2011-2012 in Serie B.
Nel 2011 presidente del comitato organizzatore di “Run for Children”, manifestazione sportiva di solidarietà con cui la città di Padova ha conseguito il Guinness World Records portando migliaia di persone a correre una staffetta di 24 ore a favore della ricerca oncologica pediatrica.
Dal 2012 al 2015 vice presidente della       "Fondazione Città della Speranza".
Dal 2015 al 2021 presidente del MUSME, il Museo della Medicina e della Salute in Padova.
Da luglio 2023 torna a far parte del Calcio Padova, come presidente e socio di minoranza. Con la squadra vince il campionato di Serie C  2024-25, conquistando la promozione in Serie B dopo una appassionante sfida fino all’ultima giornata con il Vicenza.

### Attività politica
Nell’inverno 2022 viene candidato a sindaco di Padova per le elezioni amministrative del 12 giugno con il sostegno della coalizione di centro-destra  (Lega, Forza Italia, Fratelli d'Italia, Coraggio Italia, Unione di Centro, Il Popolo della Famiglia) e delle liste civiche “Francesco Peghin Sindaco” e “Più Padova con Peghin Sindaco”. Viene battuto dal sindaco uscente di centro-sinistra ed eletto in consiglio comunale.